# کارن شاخنازاروف
کارن گئورگی شاه‌نَظَرُف (ارمنی: Կարեն Գեորգիի Շահնազարով؛ روسی: Каре́н Гео́ргиевич Шахназа́ров ؛زادهٔ ۸ ژوئیهٔ ۱۹۵۲) یک کارگردان، و فیلم‌نامه‌نویس روسی-ارمنی است. 

## گزیده فیلم‌شناسی
از فیلم‌هایی که توسط وی کارگردانی شده‌است می‌توان به قاتل تزار اشاره کرد.

## جوایز
- نشان افتخار جمهوری ارمنستان